# Sinnipsa
Sinnipsa (łac. Diocesis Sinnipsensis) – stolica historycznej diecezji we Cesarstwie rzymskim w prowincji Trypolitania, zlikwidowana w VII w. podczas ekspansji islamskiej, współcześnie w północnej Libii. Obecnie katolickie biskupstwo tytularne.

## Biskupi tytularni
| Lp. | Biskup                 | Funkcja                                          | Od               | Do                   |
| --- | ---------------------- | ------------------------------------------------ | ---------------- | -------------------- |
| 1   | Michele Mincuzzi       | biskup pomocniczy Bari (Włochy)                  | 9 lipca 1966     | 12 października 1974 |
| 2   | Karl-August Siegel     | biskup pomocniczy Osnabrück (Niemcy)             | 12 grudnia 1974  | 8 października 1990  |
| 3   | Alberto Taveira Corrêa | biskup pomocniczy Brasílii (Brazylia)            | 24 kwietnia 1991 | 27 marca 1996        |
| 4   | Karl Bürgler           | emerytowany wikariusz apostolski Reyes (Boliwia) | 24 stycznia 1997 |                      |